# Charles Hallé
Pour l’article ayant un titre homophone, voir Charles Allé.
Pour les articles homonymes, voir Hallé.
Karl Halle, devenu Charles Hallé après s'être établi en Angleterre, né le 11 avril 1819 à Hagen (province de Westphalie) et mort le 25 octobre 1895à Manchester, est un pianiste et chef d'orchestre d'origine allemande naturalisé britannique en 1852.

## Biographie
Son père était un joueur d'orgue. Il prit ses premières leçons avec lui avant d'étudier à Darmstadt et à Paris.
En 1848, Charles Hallé s'installe en Angleterre, à Manchester, où il donne une série de concerts de musique classique. Il fonda le Hallé Orchestra en 1858 et dirigea d'autres orchestres. Il fut également le premier pianiste à jouer l'ensemble des sonates pour piano de Ludwig van Beethoven en Angleterre.
Il fut fait chevalier en 1888.